# دومین جنگ گوگوریو–وی
دومین جنگ گوگوریو-وی، نبردی میان امپراتوری گوگوریو و دودمان سائو وی است که در سال ۲۵۹ میلادی با حمله پادشاه جونگچون آغاز شد.او گروه بزرگی از سواره نظام نخبه گوگوریو را به این نبرد اعزام کرد.

## جزئیات نبرد
این نبرد در طول ماه‌های سخت زمستان، در دسامبر ۲۵۹ میلادی در محدوده دره یانگ‌مک رخ داد، رخ داد.پادشاه جونگچون ۵۰۰۰ سواره نظام نخبه گوگوریو را برای حمله به وی اعزام کرد.آنها با ۱۰۰۰۰ سرباز وی جنگیدند.

## نتیجه نبرد
این نبرد به‌طور غیرقابل انکاری منجر به پیروزی قاطع برای گوگوریو شد.این پیروزی به‌طور صریح در گزارش‌های تاریخی کره به عنوان انتقام موفقیت‌آمیز گوگوریو از شکست تحقیرآمیز قبلی که توسط پادشاه دونگچون در برابر گوانگ‌چیو جیان متحمل شده بود، قاب‌بندی شده است.
تلفات گوگوریو در مقابل بیش از ۸۰۰۰ سرباز کشته شده وی نشان‌دهنده یک شکست کامل است تا یک درگیری سخت و متعادل.
برای همین نبرد سال ۲۵۹ میلادی یک پیروزی مهم برای گوگوریو بود و قدرت نظامی بازیابی شده آنها را نشان می‌دهد و به‌طور بالقوه وی را غافلگیر کرد.این یک تغییر در اثربخشی نظامی است، جایی که گوگوریو، تحت رهبری پادشاه جونگچون، نه تنها بهبود یافته بود بلکه توانایی وارد کردن خسارات سنگین به یک قدرت بزرگ مانند سائو وی را نیز توسعه داده بود.